# Vagner Mancini
Vagner Carmo Mancini (Ribeirão Preto, 24 de outubro de 1966) é um treinador e ex-futebolista brasileiro que atuava como volante. Atualmente está no Goiás.

## Carreira como jogador
Iniciou sua carreira no Guarani, em 1988. Chamou a atenção dos dirigentes corintianos em 1989, mas o negócio não fora concretizado. Logo após, passou por um drama, quando fraturou o braço e ficou um bom tempo inativo.
O auge de sua carreira como jogador foi atuando pelo Grêmio, onde foi campeão da Libertadores de 1995.
Também vestiu as camisas da Portuguesa, onde atuou ao lado de Dener; Bragantino (1992); Coritiba; Ponte Preta; Sãocarlense; Ceará; Figueirense, onde foi campeão catarinense de 2003; Sport; Ituano e Paulista de Jundiaí.

## Carreira como treinador

### Paulista
Mancini iniciou a carreira como treinador em 2004, no Paulista, após ter se aposentado dos gramados. Ex-atleta e muito identificado com o clube, Mancini foi capitão durante três anos, conquistando a série A2 Paulista e o Brasileiro da Série C, ambos em 2001.
Em 2004 aceitou o convite do clube para assumir o posto de Zetti, que havia se transferido para o Guarani. No ano de 2005, o treinador entrou para a história do clube ao conquistar o título da Copa do Brasil sobre o Fluminense, após um empate por 0–0 em São Januário. O título levou o clube da cidade de Jundiaí à sua primeira competição internacional: a Libertadores de 2006.

### Grêmio
Depois de uma passagem pelo Al-Nasr, dos Emirados Árabes, Mancini foi confirmado como novo treinador do Grêmio no dia 2 de dezembro de 2007, assinando contrato para a temporada de 2008. Em sua apresentação, dez dias depois, Mancini prometeu um time forte e competitivo.
Mesmo com a equipe invicta, o desempenho não agradou aos dirigentes e Mancini foi demitido no dia 14 de fevereiro, após apenas cinco partidas pelo Campeonato Gaúcho e uma, que seria a última, pela Copa do Brasil, contra o Grêmio Jaciara. Pouco depois, o Grêmio oficializou a demissão do treinador. Em uma entrevista coletiva depois da sua saída, Mancini relatou a intromissão de dirigentes no seu trabalho como um dos motivos para que fosse despedido.

### Vitória
Em 28 de março do mesmo ano, Vagner assumiu o comando técnico do Vitória substituindo Vadão. Mancini fez seu time conquistar o Campeonato Baiano, vencendo o quadrangular final. Durante uma entrevista após a conquista, o treinador declarou:
| “ | O significado (deste título) é de que eu estou fazendo a coisa certa. O que aconteceu no Grêmio é página virada. O trabalho sendo sério e com tempo pode alcançar objetivos e resultados". | ” |

Após um início não muito entusiasmante no Brasileirão, o time conseguiu ficar por seis jogos invicto, vencer quatro partidas consecutivas e alcançar a segunda colocação na competição. No dia 10 de julho, Mancini chegou a falar até em conquistar uma vaga à Copa Libertadores, tamanho era o otimismo do treinador.
Entretanto, a equipe caiu de produção e no segundo turno do campeonato chegou a ficar sete jogos sem vencer. Mesmo com este jejum de vitórias, Vagner Mancini continuava obstinado atrás de um sucesso. Com os últimos resultados, o seu time poderia ficar fora da Copa Sul-Americana. No dia 23 de novembro, Mancini teve a chance de se reabilitar, justamente contra o clube que o havia dispensado no início do ano, o Grêmio. Nesta partida, o Vitória venceu o Tricolor Gaúcho, que lutava pelo título, por 4–2. Com a derrota, o clube do sul viu suas chances, então, diminuídas para chegar à conquista da competição. Mancini, contudo, negou que fosse uma vingança. Após a vitória e a garantia do seu clube na Copa Sul-Americana, o treinador garantiu que havia interesse dele em continuar treinando o time em 2009.
Enquanto ainda disputava o Campeonato Baiano, deixou o clube para aceitar o convite do Santos em 14 de fevereiro de 2009.

### Santos
Mancini estreou pelo Peixe no dia 18 de fevereiro, contra o Rio Branco, pela Copa do Brasil. Sob seu comando, o Alvinegro se manteve invicto por oito jogos. A única derrota santista nesse período foi contra o Corinthians, no dia 22 de março.
Porém, após um excelente Paulistão, onde foram vice-campeões sendo derrotados pelo Corinthians na final, Mancini e sua equipe começaram a ter atuações desastrosas no Brasileirão, assim como brigas entre o elenco e demissão de funcionários internos, causando um enorme mal estar no elenco, com acusações da existência de um "dedo-duro" no elenco pelo próprio treinador.
Pesou também contra o treinador a decepcionante eliminação do Santos na Copa do Brasil diante do CSA, perdendo o jogo de volta em plena Vila Belmiro.
Tudo isso, somando a goleada histórica sofrida justamente diante do seu ex-clube Vitória, no Barradão, por 6–2, foi demitido em 13 de julho de 2009 após desembarcar em Santos, tendo sido, porém, elogiado pelo presidente, Marcelo Teixeira.
| “                                                                     | Para mim é muito complicado ter que decidir pela saída do treinador, ainda mais pela afinidade, pela relação que a gente tem com o Mancini, um treinador da nova geração dentre aqueles que eu reputo não mais como promissor, mas como realidade para o futebol brasileiro. | ” |
| — Marcelo Teixeira, Presidente do Santos, sobre a demissão de Mancini | |   |

### Retorno ao Vitória
Com a demissão de Paulo César Carpegiani, retornou ao Vitória em 12 de agosto. Levou a equipe ao 13º lugar com 48 pontos.
| “ | Eu acho que o torcedor do Vitória é inteligente o suficiente para saber que foram dois anos de bons trabalhos e o registro daquilo que eu penso, foi bom. | ” |

### Vasco da Gama
No dia 12 de dezembro, foi contratado pelo Vasco da Gama para a temporada de 2010.
| “ | Como jogador eu não tive a oportunidade de atuar no Rio e agora eu tenho a chance em uma grande equipe, com uma imensa torcida. | ” |

Chegou à final da Taça Guanabara de 2010 invicto, sucumbindo diante do Botafogo por 2–0, clube que havia sido goleado pelo próprio Vasco por 6–0 um mês antes. Já na Taça Rio, após três derrotas seguidas, para Flamengo, Olaria e Americano, e partidas consideradas fracas pela Copa do Brasil, foi demitido no dia 25 de março.

### Guarani
No dia 15 de abril de 2010, assumiu o comando técnico do Guarani. No Brasileirão, apesar de um primeiro turno razoável, o Guarani foi muito mal na segunda parte do campeonato e acabou rebaixado. Com isso, o treinador acabou demitido do cargo no final do ano.

### Ceará
Foi anunciado oficialmente pelo Ceará no dia 1 de abril de 2011. Iniciou aplicando uma goleada por 5–2 no Icasa e levou o time a final do Campeonato Cearense, conquistado através de um triunfo por 5–0 sobre o Guarani de Juazeiro, e logo em seguida eliminou o Flamengo nas quartas-de-final da Copa do Brasil, competição na qual atingiu as semifinais. No início do Brasileirão o time não começou bem, se recuperou terminando o primeiro turno com 26 pontos, no início do segundo turno entregou o cargo embora o time estivesse em décimo primeiro lugar. A diretoria do clube anunciou a saída do treinador no dia 11 de setembro.

### Cruzeiro
No dia 26 de setembro de 2011, acertou com o Cruzeiro. Com uma campanha razoável, Mancini salvou o clube do rebaixamento no Brasileirão, terminando a competição na 16ª posição, após golear o rival Atlético Mineiro por 6–1, na última rodada.
Em 2012, após início de temporada irregular e eliminação do Cruzeiro no Campeonato Mineiro para o América Mineiro no dia 6 de maio, e na Copa do Brasil para o Atlético-PR no dia 9, Vagner Mancini entregou o cargo. Foram ao todo 30 partidas no comando da equipe mineira, sendo 14 vitórias, sete empates e nove derrotas.

### Sport
Acertou com o Sport no dia 15 de maio de 2012, com a missão de levar o clube pernambucano a uma boa campanha no Campeonato Brasileiro. Porém, em 11 de agosto, após sete jogos sem vencer, Mancini entregou o cargo. Sob seu comando o Leão conquistou apenas três vitórias, cinco empates e foi derrotado oito vezes. Um aproveitamento de 29,1%.

### Náutico
Foi apresentado como novo técnico do Náutico no dia 1 de fevereiro de 2013. Após uma sequência de maus resultados, foi demitido após a derrota contra o Ypiranga-PE, em casa, por 2–0.

### Atlético Paranaense
Mancini foi apresentado como o novo treinador do Furacão em 10 de julho de 2013. Desde julho no Atlético, o treinador conseguiu, em pouco menos de seis meses, tirar a equipe da zona de rebaixamento do Campeonato Brasileiro e levá-la ao terceiro lugar da tabela, o que acabou rendendo uma vaga na Copa Libertadores da América de 2014. Além disso, Mancini ainda conduziu o Furacão a inédita final da Copa do Brasil de 2013, na qual acabou sendo vice-campeão ao ser derrotado pelo Flamengo no Maracanã.
Ainda sim, não teve seu contrato renovado para 2014 e deixou o clube.

### Botafogo
Em 16 de abril de 2014 foi confirmado como treinador do Botafogo até o fim de 2014. Na sua gestão, o clube viveu graves problemas financeiros e perda de jogadores, concluindo o Campeonato Brasileiro na penúltima colocação e rebaixado para a Série B de 2015.

### Terceira passagem no Vitória
Em 4 de junho de 2015, depois de seis anos, foi anunciado seu retorno ao Vitória para comandar a equipe na Série B. Com excelente campanha, Vagner Mancini conseguiu o acesso para a Serie A de 2016 com uma rodada de antecedência, após vencer a equipe do Luverdense na Arena Fonte Nova pelo placar de 3–0.
No dia 10 de setembro de 2016, foi demitido após uma derrota por 2–1 para o Flamengo pela 24° rodada do Campeonato Brasileiro, resultado que manteve a equipe na zona de rebaixamento.

### Chapecoense
Após a demissão do Vitória, acertou para comandar a Chapecoense em 2017, no lugar do falecido Caio Júnior. Conduzindo o processo de renovação do clube, logrou êxito em seu primeiro desafio ao conquistar o Campeonato Catarinense contra o Avaí, em campanha marcada por uma notável série de oito vitórias consecutivas da Chapecoense no segundo turno do torneio.
Foi demitido no dia 4 de julho de 2017, após o empate em 3–3 contra o Fluminense.

### Quarta passagem no Vitória
Acertou seu retorno ao Vitória em 25 de julho de 2017, com a missão de tentar evitar o rebaixamento no Campeonato Brasileiro. Obteve êxito no final da competição, com o Rubro-Negro terminando no 16º lugar.
Pouco mais de um ano depois, no dia 29 de julho de 2018, foi demitido após uma goleada sofrida diante do Atlético-PR por 4–0, na Arena da Baixada, pelo Campeonato Brasileiro.

### São Paulo
Em 2 de janeiro de 2019, foi confirmado como novo coordenador técnico no São Paulo. Com a demissão de André Jardine, Mancini foi confirmado como técnico interino do São Paulo no dia 14 de fevereiro, enquanto Cuca se recuperava de um problema de saúde. Em março, o treinador chegou a receber uma proposta para treinar a Chapecoense, mas preferiu permanecer no cargo de coordenador técnico. Acertou a saída do Tricolor no dia 27 de setembro, após a confirmação de Fernando Diniz como novo técnico do São Paulo.

### Atlético Mineiro
Vagner Mancini assinou com o Atlético Mineiro no dia 14 de outubro de 2019, fechando um curto contrato até o fim do ano.

### Atlético Goianiense
Em 25 de junho de 2020, assinou contrato com o Atlético Goianiense. O treinador deixou o clube no dia 12 de outubro.

### Corinthians
Vagner Mancini foi anunciado pelo Corinthians no dia 12 de outubro de 2020, assinando até o final de 2021. No dia seguinte, foi apresentado pelo clube. O treinador estreou no dia 14 de outubro, em uma vitória por 1–0, contra o Athletico Paranaense, na Arena da Baixada, pelo Campeonato Brasileiro.
Após uma derrota por 2–0 para o Palmeiras e a eliminação na semifinal do Campeonato Paulista, Mancini foi demitido no dia 16 de maio de 2021.

### América Mineiro
O treinador acertou com o América Mineiro no dia 19 de junho de 2021, assinando contrato até o final do ano.
Quando a equipe fazia boa campanha no Campeonato Brasileiro e brigava por uma vaga na Libertadores, Vagner Mancini deixou o Coelho em outubro, depois de receber uma proposta para salvar o Grêmio do rebaixamento. Segundo o presidente do América, Alencar da Silveira, o comunicado da saída chegou pelo WhatsApp, na tarde do dia 14 de outubro, após o treinador já ter aceitado a proposta do clube gaúcho.
| “ | Comigo, ele mandou um whatsapp, agradecendo. Falou com o Salum e Euler. E, na sequência, o Salum mandou procurar o departamento pessoal e o advogado do América. Não é coisa que se faça. | ” |

### Retorno ao Grêmio
Em 14 de outubro de 2021, Vagner Mancini assinou com o clube gaúcho até dezembro de 2022. O técnico estreou no dia 17 de outubro, em uma vitória por 3–2, contra o Juventude, na Arena do Grêmio, pelo Brasileirão.
Foi demitido no dia 14 de fevereiro de 2022, após um empate contra o próprio Juventude, dessa vez válido pelo Campeonato Gaúcho. O técnico comandou o time em 18 partidas, com nove vitórias, três empates, seis derrotas, um aproveitamento de 55,55%.

### Retorno ao América Mineiro
Em 12 de abril de 2022, o clube mineiro anunciou em suas redes sociais o retorno de Mancini para dar sequência na Libertadores, Copa do Brasil e Brasileirão, após a queda de Marquinhos Santos. Seu primeiro jogo no comando do time foi contra o rival, Atlético Mineiro, pela Copa Libertadores da América, a partida terminou empatada em 1–1. Já na sua estreia com a equipe pelo Campeonato Brasileiro, conquistou a vitória com o placar de 4–1 diante o Juventude.
Por conta de oito jogos sem vitória no Brasileirão, teve a sua demissão comunicada no dia 6 de agosto de 2023, deixando o time na zona do rebaixamento. Desde o retorno ao clube, em abril de 2022, Vagner Mancini comandou o América em 97 jogos. Nesse período, a equipe teve 38 vitórias, 21 empates e 38 derrotas.

### Retorno ao Ceará
Foi anunciado como novo técnico do Ceará no dia 30 de agosto de 2023, substituindo Guto Ferreira no comando do clube alvinegro. O Vozão de Mancini começou bem o ano de 2024, faturando o Campeonato Cearense em abril e interrompendo uma sequência de cinco conquistas estaduais do rival Fortaleza.

### Retorno ao Atlético Goianiense
Em 4 de julho de 2024, o Atlético Goianiense anunciou sua contratação. Aos 57 anos, o treinador acertou seu retorno ao Dragão após quatro anos.
No dia 4 de agosto, após uma goleada sofrida contra o Botafogo e sem nenhum jogo vencido sob seu comando, o Atlético anunciou a demissão de Mancini.

### Goiás
Em 6 de agosto de 2024, acertou com o Goiás para comandar o clube na Série B. Em 19 jogos na competição, o treinador somou 10 vitórias, cinco empates e quatro derrotas. Apesar do aproveitamento positivo de 61%, Vagner Mancini comunicou que não ficaria no Alviverde para a temporada 2025.

## Edição na Wikipédia
Em fevereiro de 2025, Vagner Mancini admitiu publicamente que editou sua própria página na Wikipédia. A revelação ocorreu durante sua participação no podcast "Futeboteco", onde o treinador confirmou que realizou alterações na enciclopédia virtual para corrigir uma informação que considerava incorreta.
A história ganhou destaque nas redes sociais em abril de 2024, após o jornalista Andrey Raychtock divulgar um vídeo apontando evidências de que Mancini poderia ter sido o autor de edições em sua página. A polêmica girava em torno de um trecho que afirmava que o treinador havia comandado o Sãocarlense em 1999. Em 2015, a página foi editada para desmentir essa informação, incluindo a frase: "Comecei a carreira no Paulista de Jundiaí, JAMAIS dirigi o Sãocarlense, do qual fui atleta em 1999".
Na entrevista, Mancini explicou que, ao identificar o erro, utilizou a opção de edição disponível na Wikipédia, acreditando que poderia corrigir diretamente a informação. No entanto, ele relatou que recebeu um e-mail solicitando a comprovação de sua identidade, o que fez enviando um documento pessoal. Apesar disso, a informação incorreta acabou sendo restaurada posteriormente, e Mancini decidiu não mais intervir na página.

## Títulos como jogador
Grêmio
- Campeonato Gaúcho: 1995
- Copa Libertadores da América: 1995[77]

Honda FC
- Japan Football League: 1996

Paulista
- Campeonato Paulista - Série A2: 2001
- Campeonato Brasileiro - Série C: 2001

Ceará
- Campeonato Cearense: 2002

Figueirense
- Campeonato Catarinense: 2003

## Títulos como treinador
Paulista
- Copa do Brasil: 2005

Vitória
- Campeonato Baiano: 2008 e 2016

Ceará
- Campeonato Cearense: 2011 e 2024

Chapecoense
- Campeonato Catarinense: 2017
- Taça Sandro Luiz Pallaoro: 2017

### Prêmios individuais
- Seleção do Campeonato Baiano: 2016 (melhor técnico)[78]
- Seleção do Campeonato Catarinense: 2017 (melhor técnico)[79]